# 3369 Freuchen
3369 Freuchen è un asteroide della fascia principale. Scoperto nel 1985, presenta un'orbita caratterizzata da un semiasse maggiore pari a 3,0432671 UA e da un'eccentricità di 0,1381322, inclinata di 7,97312° rispetto all'eclittica.
L'asteroide è stato dedicato all'esploratore danese Peter Freuchen in occasione del centenario della nascita.